# Megacraspedus alfacarellus
Megacraspedus alfacarellus is een vlinder uit de familie tastermotten (Gelechiidae). De wetenschappelijke naam is voor het eerst geldig gepubliceerd in 1926 door Wehrli.
De soort komt voor in Europa.